# Teratopsis
Teratopsis é um gênero de traça pertencente à família Agonoxenidae.